# Campionati del mondo di ciclocross 2018 - Gara maschile Junior
La quarantesima edizione della gara maschile Junior dei Campionati del mondo di ciclocross 2018 si svolse il 3 febbraio 2018 con partenza ed arrivo da Valkenburg nei Paesi Bassi, su un percorso iniziale di 100 mt più un circuito di 2,9 km da ripetere 4 volte per un totale di 11,7 km. La vittoria fu appannaggio del britannico Ben Tulett, il quale terminò la gara in 41'19", alla media di 16,986 km/h, precedendo il ceco Tomáš Kopecký e l'olandese Ryan Kamp terzo.
Presero il via 74 ciclisti provenienti da 20 nazioni, mentre coloro che tagliarono il traguardo furono 73.

## Squadre partecipanti
| N.    | Cod. | Squadra       |
| ----- | ---- | ------------- |
| 2-4   | GBR  | Gran Bretagna |
| 5-9   | BEL  | Belgio        |
| 11-15 | FRA  | Francia       |
| 16-20 | NLD  | Paesi Bassi   |
| 24-29 | USA  | Stati Uniti   |
| 30-34 | CZE  | Cechia        |
| 37-40 | GER  | Germania      |
| 41-44 | CAN  | Canada        |
| 45-49 | ITA  | Italia        |
| 53-56 | DNK  | Danimarca     |
| 57-61 | LUX  | Lussemburgo   |

| N.    | Cod. | Squadra   |
| ----- | ---- | --------- |
| 63-66 | SUI  | Svizzera  |
| 67-69 | ESP  | Spagna    |
| 70-74 | POL  | Polonia   |
| 75    | HUN  | Ungheria  |
| 76-77 | JPN  | Giappone  |
| 78-80 | AUS  | Australia |
| 81-83 | IRL  | Irlanda   |
| 84-85 | SWE  | Svezia    |
| 86    | NOR  | Norvegia  |
| 87    | CZE  | Cechia    |

## Classifica (Top 10)
| Pos. | Corridore         | Squadra       | Tempo   |
| ---- | ----------------- | ------------- | ------- |
| 1    | Ben Tulett        | Gran Bretagna | 41'19"  |
| 2    | Tomáš Kopecký     | Rep. Ceca     | a 22"   |
| 3    | Ryan Kamp         | Paesi Bassi   | a 30"   |
| 4    | Tom Linder        | Germania      | a 34"   |
| 5    | Lane Maher        | Stati Uniti   | a 35"   |
| 6    | Pim Ronhaar       | Paesi Bassi   | a 36"   |
| 7    | Mees Hendrikx     | Paesi Bassi   | a 48"   |
| 8    | Gerben Kuypers    | Belgio        | a 55"   |
| 9    | Ryan Cortjens     | Belgio        | a 59"   |
| 10   | Thibault Valognes | Francia       | a 1'10" |